# Буреле
Буреле (баш. Бүреле, устар. Бувела) — река в России, течёт по территории Баймакского и Бурзянского районов Республики Башкортостан. Устье реки находится в 774 км по правому берегу реки Сакмара. Длина реки составляет 10 км.

## Данные водного реестра
По данным государственного водного реестра России относится к Уральскому бассейновому округу, водохозяйственный участок реки — Сакмара от истока до впадения реки Большой Ик. Речной бассейн реки — Урал (российская часть бассейна).
Код объекта в государственном водном реестре — 12010000512112200004785.